# Anisopodesthes
Anisopodesthes is een kevergeslacht uit de familie van de boktorren (Cerambycidae). De wetenschappelijke naam van het geslacht werd voor het eerst geldig gepubliceerd in 1931 door Melzer.

## Soorten
Anisopodesthes is monotypisch en omvat slechts de volgende soort:
- Anisopodesthes zikani Melzer, 1931